# Kościół Zbawiciela w Sopocie
Kościół Zbawiciela w Sopocie – kościół parafii ewangelicko-augsburskiej w Gdańsku z siedzibą w Sopocie i biskupa diecezji pomorsko-wielkopolskiej Kościoła Ewangelicko-Augsburskiego w Rzeczypospolitej Polskiej – lecz nie nosi tytułu katedry, którego pragmatyka służbowa KEA nie przewiduje.
Kościół mieści się nieopodal mola przy skwerze ks. Otto Bowiena, zaś biuro parafii przy ul. Kościuszki 51.

## Historia
Pierwsi protestanci w Sopocie osiedlili się w latach 20. XIX wieku. Początkowo ci uczęszczali do parafii w Małym Kacku, obecnie dzielnica Gdyni. W miesiącach letnich liczba ewangelików wzrastała do około tysiąca, w związku z czym nabożeństwa odprawiano pod gołym niebem.
W 1870 roku uzyskano zgodę na budowę kaplicy. Gotową budowlę konsekrowano 18 sierpnia 1871 i nadano jej imię kaplicy Pokoju. W 1890 erygowano sopocką parafię. Kurort rozrastał się, przez co rosła liczba protestantów. 22 października 1899 rozpoczęto budowę nowego kościoła (obecnie kościół św. Jerzego), którą ukończono w 1901. W 1910 roku liczba parafian wynosiła już ponad 8 tysięcy. W 1913 roku rozpoczęto budowę nowej świątyni na miejscu kaplicy Pokoju – zaprojektował ją Adolf Bielefeldt. Przez I wojnę światową obiekt konsekrowano dopiero w październiku 1919 roku.
Po II wojnie światowej kościół przejął imię kościoła Zbawiciela po kościele św. Jerzego, który nosił je przed wojną.

## Organy
Organy zostały wybudowane w 1915 roku przez znaną firmę "Orgelbauanstalt A. Terletzki Inh. Ed. Wittek" z Elbląga. Instrument został ufundowany przez Eduarda Herbsta, przemysłowca z Łodzi, i poświęcony wraz z całym kościołem w 1919 roku. Posiada pneumatyczną trakturę gry.
Dyspozycja instrumentu:
| Manuał I           | Manuał II               | Pedał                |
| Hauptwerk          | Schwellwerk             |                      |
| ------------------ | ----------------------- | -------------------- |
| 1. Bordun 16'      | 1. Lieblich Gedackt 16' | 1. Principalbass 16' |
| 2. Principal 8'    | 2. Geigen-principal 8'  | 2. Subbass 16'       |
| 3. Konzertflöte 8' | 3. Gemshorn 8'          | 3. Gedacktbass 16'   |
| 4. Gamba 8'        | 4. Cimbel 2rzęd. **     | 4. Cello 8'          |
| 5. Oktave 4'       | 5. Aeoline 8'           | 5. Posaune 16'       |
| 6. Mixtur 3-4fach  | 6. Vox coelestis 8'     |                      |
| 7. Fl. leśny 2' *  | 7. Flaut travers 4'     |                      |

## Galeria

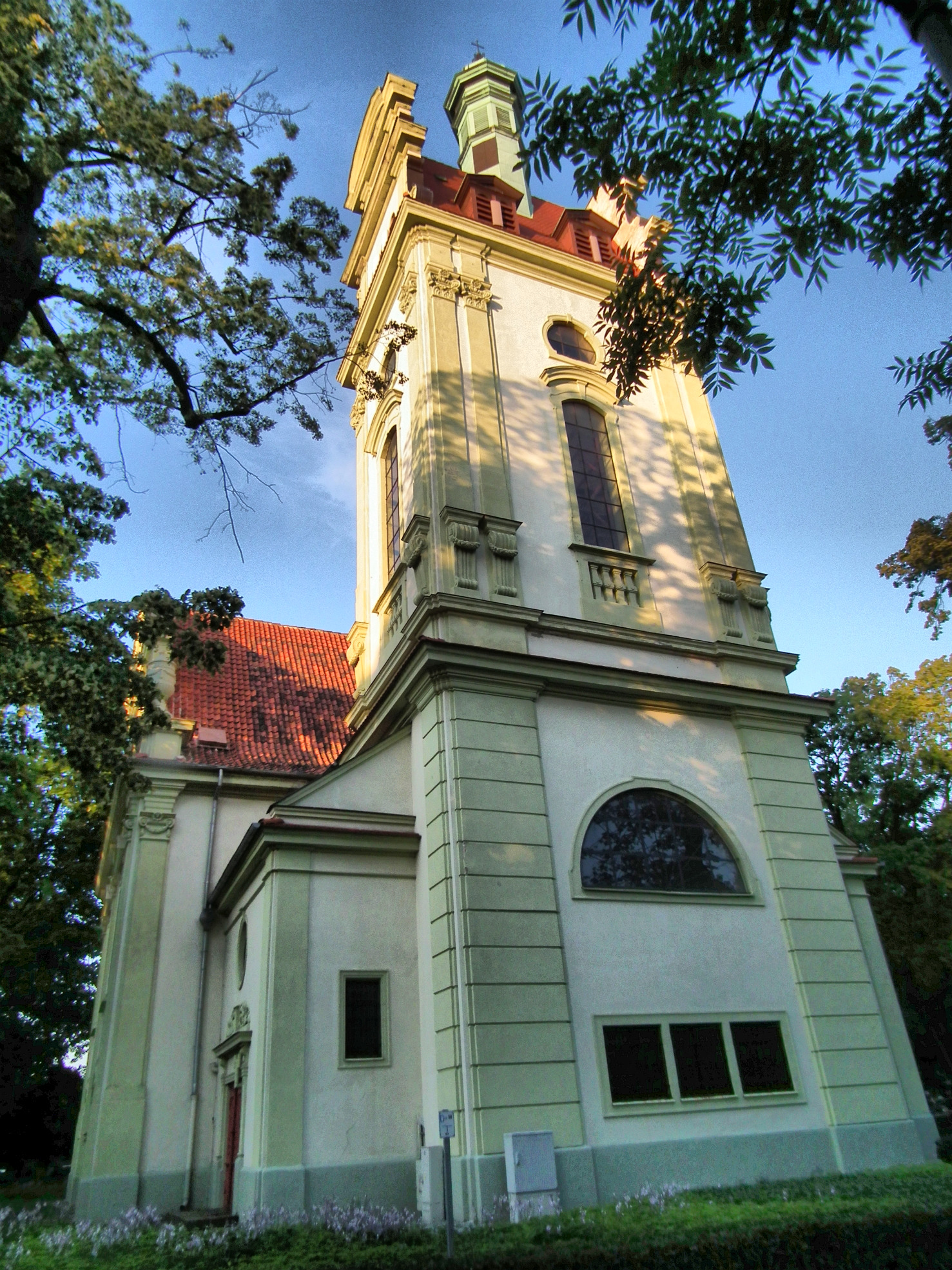
Wieża kościoła
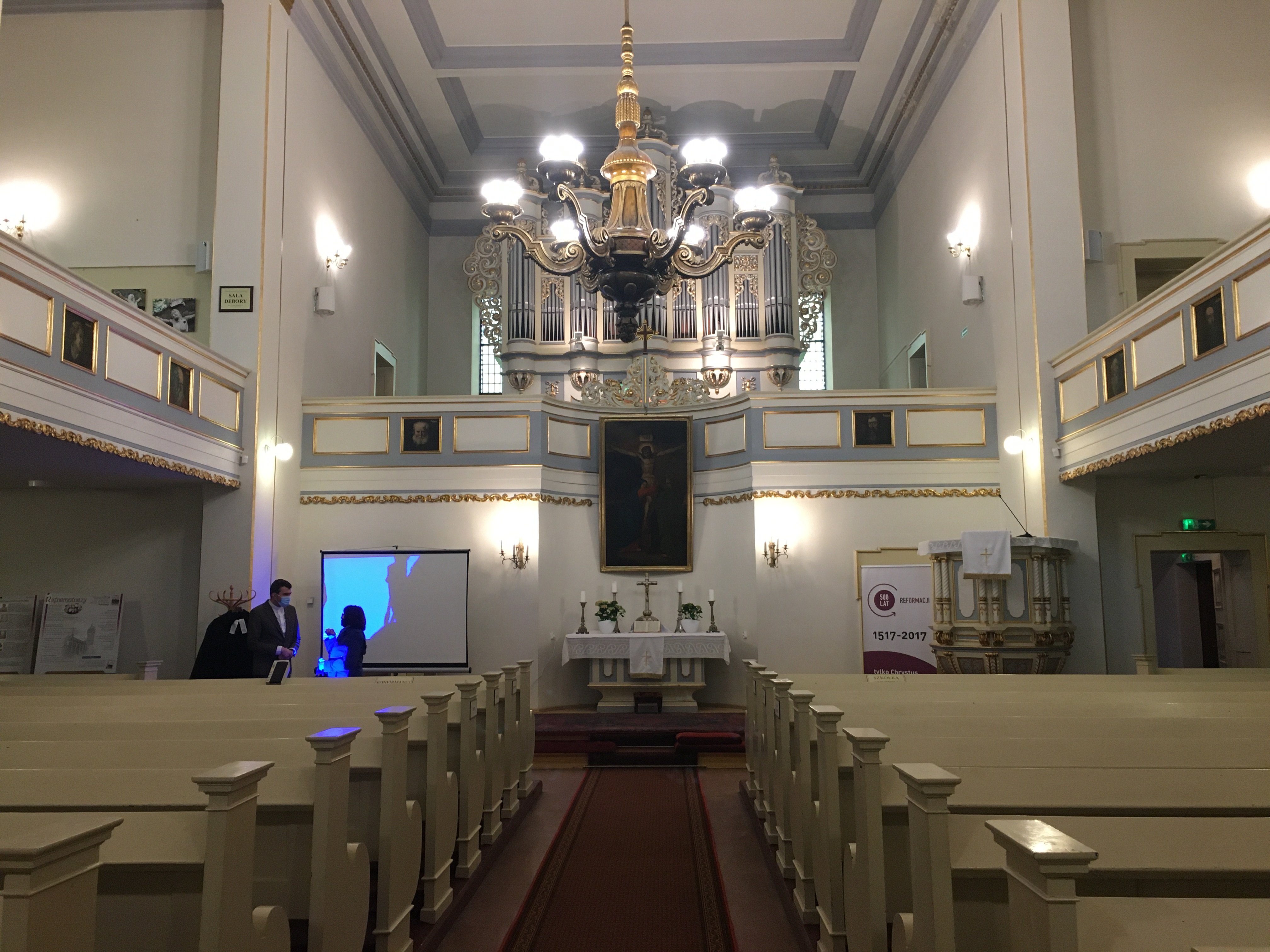
Wnętrze
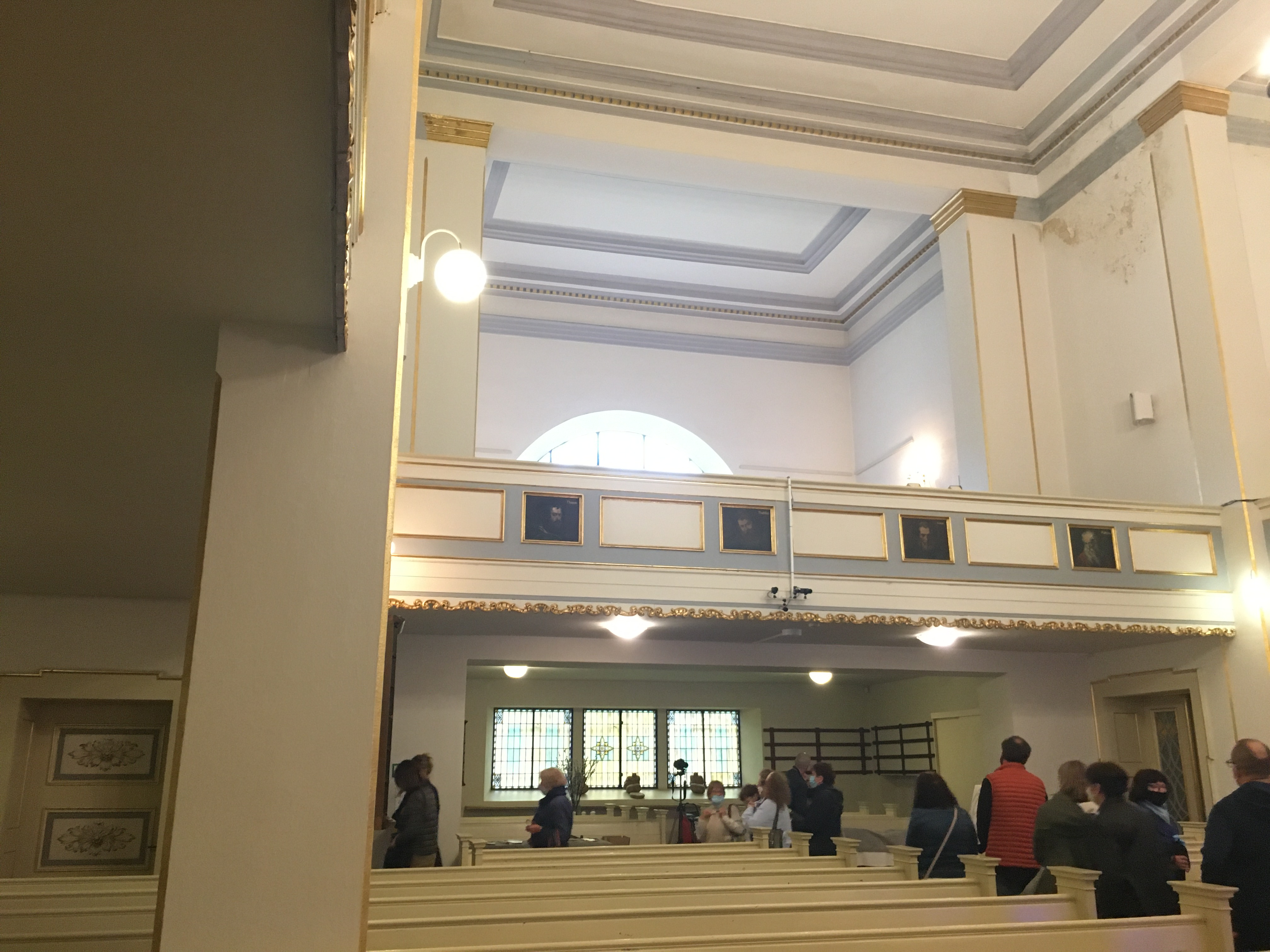
Zachodnia empora
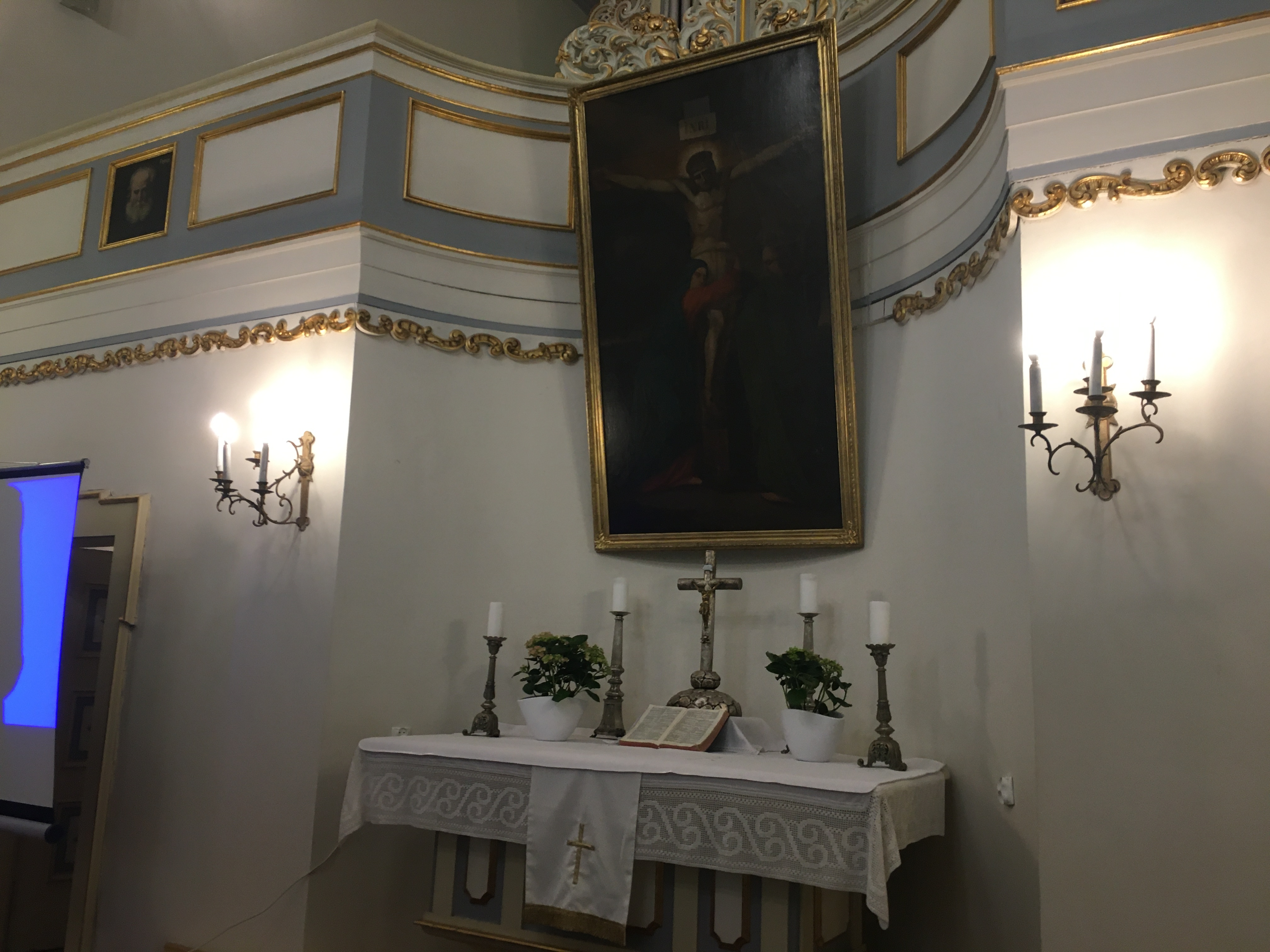
Ołtarz
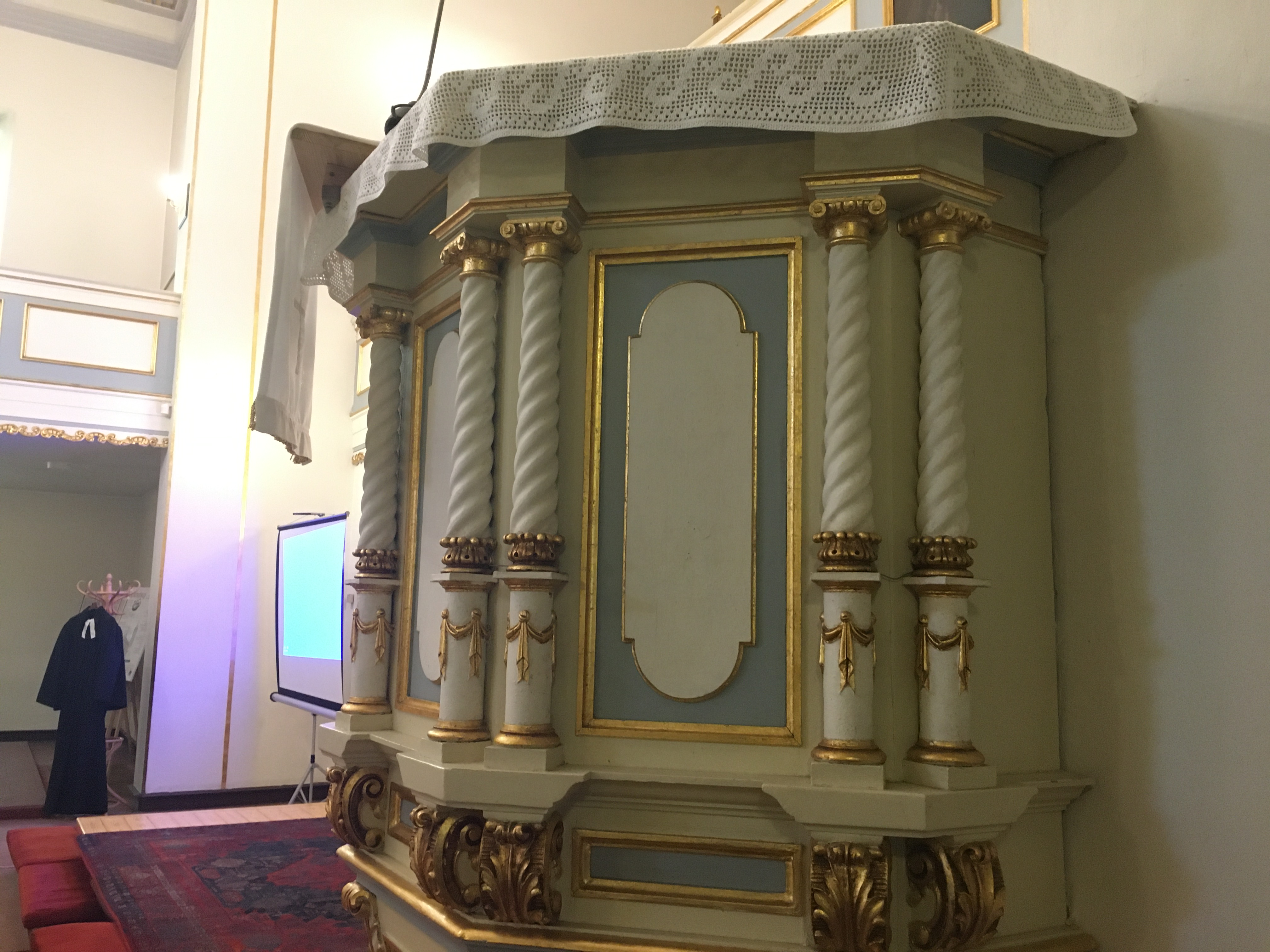
Ambona
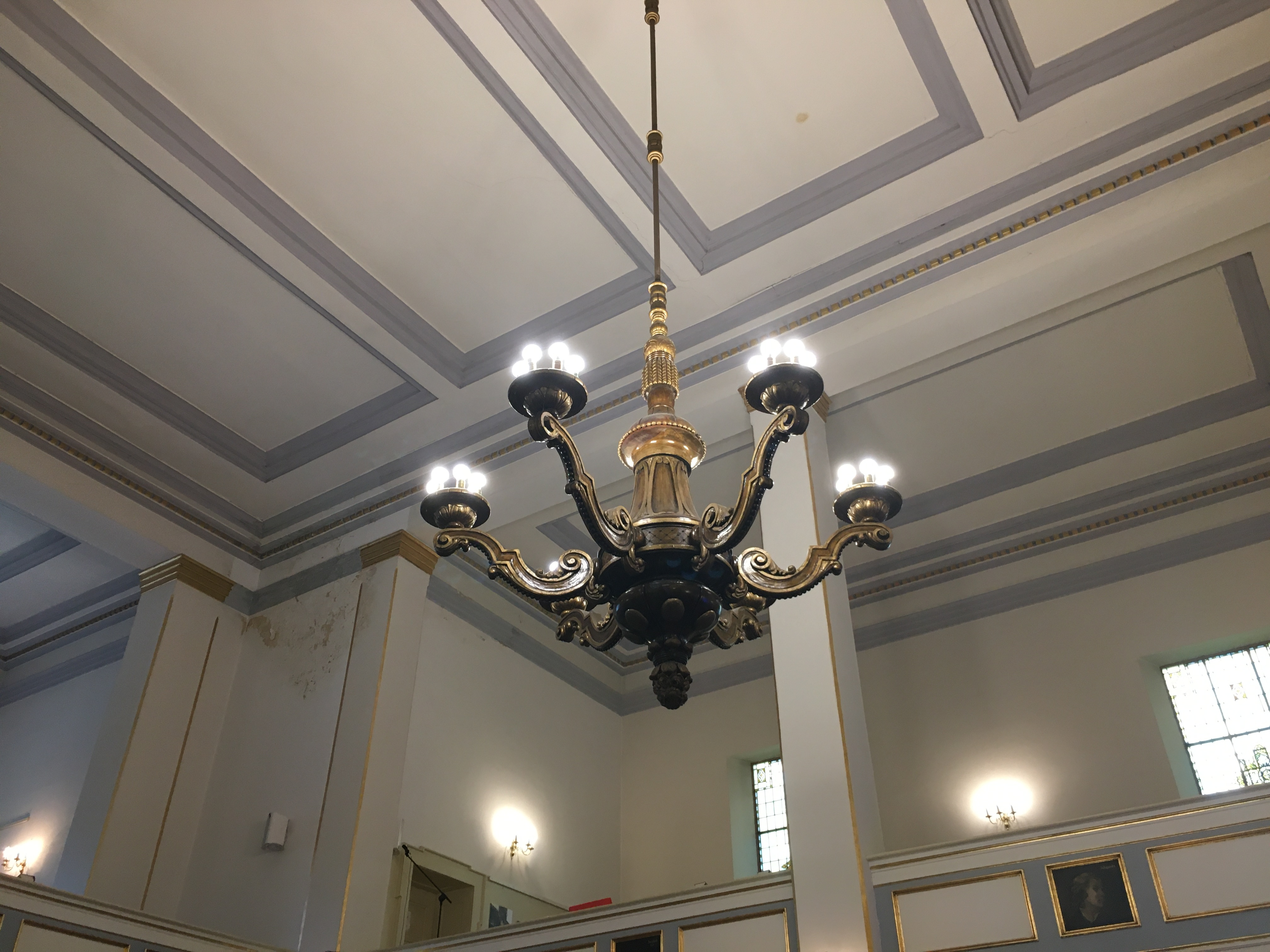
Żyrandol